# Mauremys rivulata
Mauremys rivulata är en sköldpaddsart som beskrevs av  Achille Valenciennes 1833. Mauremys rivulata ingår i släktet Mauremys och familjen Geoemydidae. Inga underarter finns listade i Catalogue of Life.
Arten förekommer i sydöstra Europa samt i Turkiet och i Mellanöstern.